# ديريك كويغلي
ديريك فرانسيز كويغلي حائز على نيشان الخدمة للملكة (مواليد 31 يناير، 1932) هو سياسي نيوزلندي سابق. كان عضوًا بارزًا في الحزب الوطني خلال سبعينيات القرن العشرين، وكان معروفًا بدعمه لاقتصاديات السوق الحر وتحرير التجارة. ترك كويغلي الحزب الوطني بعد الاصطدام مع قيادته، وشارك لاحقًا في تأسيس حزب رابطة المستهلكين ودافعي الضرائب (إيه سي تي).

## بداية حياته

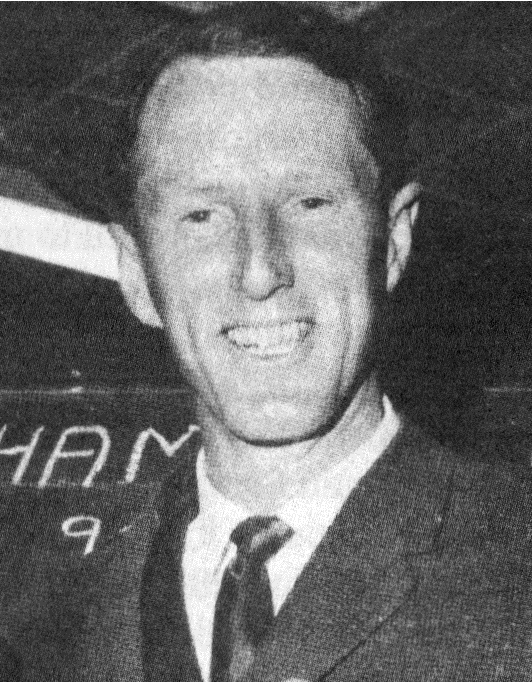
ديريك كويغلي 1963

ولد كويغلي بتاريخ 31 يناير عام 1932 في وايكاري، بلدة صغيرة في شمالي منطقة كانتربيري، وهو ابن فرانسيس جون كويغلي. التحق بمدرسة وايبارا الابتدائية قبل أن يكمل تعليمه في كرايستشرش؛ أولًا في مدرسة ميدبوري، ومن ثم في كلية كريست، ومن بعدها جامعة كانتربيري. تبرع لاحقًا بمكتبته البرلمانية الشخصية، والتي تغطي حياته السياسية حتى عام 1984، إلى مكتبة براون ماكميلان في جامعة كانتربوري.
مارس الزراعة في وايبارا ابتداءً من عام 1949. حصل على واحدة من منحتين دراسيتين للمزارعين الشباب من مجلس اللحوم والصوف واستخدمها لدراسة الزراعة في بريطانيا والولايات المتحدة. حصل على شهادة في الحقوق أثناء العمل في الزراعة وانضم إلى شركة محاماة كرايستشرش، حيث أصبح شريكًا رئيسيًا وتدرب كمحامٍ.
في عام 1956، تزوج كويغلي من جوديث آن ديكسون، وأنجبا أربعة أطفال. تزوج لاحقًا من سوزان ماكافر.

## عضو في البرلمان
كان كويغلي رئيسًا للهيئة الانتخابية للحزب الوطني لناخبي رانغيورا. كان نائب الرئيس في قسم كانتربيري ويستلاند. كان عضوًا في مجلس دومينيون وعمل في لجنته التنفيذية.
فاز أيضًا بمقعد سيدينهام الآمن لحزب العمال ضد وزير مجلس الوزراء مابيل هاورد في انتخابات عام 1960 و1963. سعى أيضًا إلى الحصول على الترشيح الوطني لمقعد هورونوي الوطني الآمن في انتخابات عام 1961 الفرعية، لكنه لم ينجح. كان كويغلي في سن الثلاثين مرشحًا عن الحزب الوطني في انتخابات عام 1962 الفرعية في هيئة تيمارو الانتخابية، لكن هزمه مرشح حزب العمال السير باسيل آرثر.
فاز كويغلي بدائرة ناخبي رانغيورا في انتخابات عام 1975. سحب كيري بوركي من حزب العمال الدائرة الانتخابية من الحزب الوطني في الانتخابات السابقة، لكن كويغلي عاد وفاز بها مجددًا.